# Sanford-Maki
Der Sanford-Maki (Eulemur sanfordi) ist eine Primatenart aus der Familie der Gewöhnlichen Makis (Lemuridae) innerhalb der Lemuren (Lemuriformes). Ehemals galt er als Unterart des Braunen Makis (Eulemur fulvus).

## Merkmale
Sanford-Makis erreichen eine Kopfrumpflänge von 38 bis 40 Zentimeter, der Schwanz ist mit 50 bis 55 Zentimetern deutlich länger als der Rumpf. Das Gewicht beträgt 2 bis 2,5 Kilogramm. Die Geschlechter unterscheiden sich in der Fellfärbung: Bei den Männchen ist der Rücken braun gefärbt, der Bauch ist hellbraun. Die Nase und die langgestreckte Schnauze sind schwarz, die Oberseite des Kopfes ist graubraun. Das Gesicht ist von hellgrauen Ohrbüscheln und einem hellgrauen Bart eingerahmt, die den Eindruck einer Mähne erwecken. Das Fell des Weibchens ist mehr rötlichbraun, der Kopf und das Gesicht sind einheitlich grau gefärbt, diese Graufärbung kann sich bis zu den Schultern erstrecken. Den Weibchen fehlen die mähnenartigen Ohrbüschel und Barthaare.

## Verbreitung und Lebensraum

Verbreitungsgebiet des Sanford-Makis (rot)

Sanford-Makis kommen nur an der Nordspitze der Insel Madagaskar vor, die Südgrenze ihres Verbreitungsgebietes ist der Fluss Manambato. Lebensraum dieser Tiere sind Wälder, wobei sie sowohl in feuchten als auch in trockenen Wäldern vorkommen, sie leben auch in Gebirgswäldern bis in 1400 Meter Seehöhe.

## Lebensweise
Sie sind kathemeral, das heißt, sie haben keinen ausgeprägten Tag-Nacht-Rhythmus und können sowohl am Tag als auch in der Nacht aktiv sein. Meist halten sie sich in den Bäumen auf, wo sie sich auf allen vieren im Geäst fortbewegen. Sie leben in Gruppen zusammen, die Gruppengröße hängt vom Lebensraum ab: in Regenwäldern umfassen die Gruppen vier bis sieben, in Trockenwäldern hingegen bis zu 15 Tiere. Gruppen setzen sich aus mehreren Weibchen und Männchen sowie den dazugehörigen Jungtieren zusammen. Das Streifgebiet einer Gruppe umfasst rund 15 Hektar und überlappt großflächig mit den Revieren anderer Gruppen.
Früchte machen den Hauptanteil ihrer Nahrung aus, daneben fressen sie Knospen, Blüten und Kleintiere wie Spinnen und Tausendfüßer. Die Zusammensetzung der Nahrung variiert nach Jahreszeit und Lebensraum. Bei der Nahrungssuche halten sie sich eher in den mittleren und oberen Baumschichten auf, wodurch sie Nahrungskonkurrenz mit dem sympatrischen Kronenmaki vermeiden.
Im September oder Oktober bringt das Weibchen nach einer rund 120-tägigen Tragzeit meist ein einzelnes Jungtier zur Welt. Dieses klammert sich zunächst an den Bauch der Mutter, später reitet es auf ihrem Rücken.

## Bedrohung
Die Hauptbedrohung der Sanford-Makis stellt die Zerstörung ihres Lebensraums durch den Bergbau und die Brandrodungen dar. Manchmal werden sie auch gejagt oder zu Heimtieren gemacht. Ihr Verbreitungsgebiet umfasst weniger als 5000 km² und ist stark zersplittert, die Bestände gehen zurück. Die IUCN listet die Art als „stark gefährdet“ (endangered).
In Europa wird die Art nicht mehr gepflegt, alle ehemaligen Halter befinden sich in GB.

## Etymologie
Die Art wurde von dem US-amerikanischen Zoologen Richard Archbold (1907–1976) nach dem Ornithologen Leonard Cutler Sanford (1868–1950) benannt. Sanford war Treuhänder des American Museum of Natural History in New York und hatte die von Franzosen, Engländern und Amerikanern gemeinsam durchgeführte zoologische Expedition nach Madagaskar (1929–1931), bei der die Art entdeckt wurde, großzügig unterstützt.